# 130
Cette page concerne l'année 130  du calendrier julien. Pour l'année 130 av. J.-C., voir 130 av. J.-C. Pour le nombre 130, voir 130 (nombre).
L'année 130 est une année commune qui commence un samedi.

## Événements
- Printemps : Hadrien descend par la Cœlésyrie et la Phénicie, vers la Palestine ; il fait l’ascension du Mont Cassius, pour voir le lever du soleil, puis traverse Laodicée, Palmyre, Damas, Bosra, Gerasa, Philadelphie, Jérusalem, Pétra, Gaza où il est en octobre ; il entre en Égypte par Péluse où il érige un tombeau à Pompée[1].
- 24 octobre[2] : Antinoüs, le favori d'Hadrien se noie (accident ?, suicide ?) dans le Nil près de Besa qui deviendra Antinoupolis[3]. L’empereur le déifie et fait construire une ville en son honneur, Antinoë, inauguré le 30 octobre[2],[4].
- 18 novembre : Hadrien est à Thèbes[2].
- 19 novembre : Hadrien visite les Colosses de Memnon ; le lendemain matin, il entend le phénomène sonore qui advient quand la statue est exposée au soleil. Il rentre à Alexandrie en décembre[2].

- Ambassades du fils du roi de Kachgar et du roi de Ferghana auprès de l’empereur de Chine Shundi à Loyang[5].
- Éruption du Taupo en Nouvelle-Zélande[6].
- Espagne : Mise en service du barrage romain de Cornalvo[7], construit à 15 km de la ville de Mérida, dans l'actuelle province de Badajoz, en Estrémadure, dans le sud de l'Espagne, sur la rivière Albarregas, pour alimenter en eau la ville d'Augusta Emerita, l'actuelle Mérida.

## Naissances en 130
- 15 décembre : Lucius Verus (Lucius Aurelius Ceionius Commodus Verus), coempereur romain de 161 à 169, avec Marc Aurèle.

## Décès en 130
- 24 octobre : Antinoüs, le favori d'Hadrien.

- Carpocrate, penseur religieux (date approximative).
- Juvénal, poète satirique (v.60-v.130).